# Bardocz Sándor
Bardocz Sándor (Marosvásárhely, 1962. november 25. –  Szucság,  2017. július 15. és szeptember 11. között) erdélyi magyar tanár, szerkesztő, televíziós újságíró, népzenész.

## Életpályája
A marosvásárhelyi Zene- és Képzőművészeti Gimnáziumban érettségizett hegedű szakon. 1987-ben a kolozsvári Babeș–Bolyai Tudományegyetemen elvégezte a történelem–filozófia szakot. 1987-1988-ban és 1989-1990-ben tanár Moldvában, közben szakképzetlen munkás Nagyváradon. 1990-től a kolozsvári közszolgálati rádió, majd televízió magyar adásának szerkesztője, egy ideig főszerkesztője (2003–2011), később főmunkatársa.  Prímása volt a népzenét játszó Tarisznyás együttesnek. Az együttes tagjai az 1970-es években Erdélyben is megalakult táncházmozgalom alapítói közé tartoznak.
2017. július 15-én tűnt el Szucságról, előtte Magyarországon kezelték, mivel már azelőtt is próbálkozott öngyilkossággal. Táncházas barátai hiába keresték többször is Szucság környékén, nem bukkantak a nyomára. Szeptember 11-én idegenek találták meg a holttestét. Öngyilkos lett.

## Munkássága
Szerkesztőként sok közéleti rádió- és tévéműsort valósított meg. Főleg történelmi és kulturális témájú adások szerkesztőjeként ismert. Több dokumentumfilmje kapott elismerést romániai és magyarországi filmfesztiválokon. Ismertebb műsorai:  História, Törzsasztal, Társalgó, Erdélyi Figyelő.  Tanulmányokat írt a táncházmozgalomról. Az 1990-ben alakult Kriza János Néprajzi Társaság alapító tagja, az ifjúsági tagozat vezetője volt. Népzenei táborok, néptánctalálkozók szervezője. Amikor a szocialista rendszer kényszerkihelyezése miatt a moldvai csángó falvakban tanított, néprajzi gyűjtésekkel is foglalkozott.

### Cikkei, tanulmányai
- A 90 éves Kallós Zoltán köszöntésére, in: A 40 éves kolozsvári táncház sajtókronológiája II. (1990–2017),  Kriza Könyvek, 44. 2018, 303–304. o.
- Nem az nyer, aki hamarabb befejezi... , in: A 40 éves kolozsvári táncház sajtókronológiája II. (1990–2017),  Kriza Könyvek, 44. 2018, 306–307. o.
- Táncház, illegalitásban, in: A 40 éves kolozsvári táncház sajtókronológiája II. (1990–2017),  Kriza Könyvek, 44. 2018,, 147–148, o.